# ستریتژ (ناحیه پلهریموف)
ستریتژ (به چکی: Střítež) یک منطقهٔ مسکونی در جمهوری چک است که در ناحیه پلهریموو واقع شده‌است. ستریتژ ۱۲٫۷۷ کیلومتر مربع مساحت و ۱۰۴ نفر جمعیت دارد و ۶۳۳ متر بالاتر از سطح دریا واقع شده‌است.